# Grabovac, Prokuplje
Grabovac (izvirno srbsko Грабовац) je naselje v Srbiji, ki upravno spada pod Občino Prokuplje; slednja pa je del Topliškega upravnega okraja.

## Demografija
V naselju živi 14 polnoletnih prebivalcev, pri čemer je njihova povprečna starost 63,0 let (59,4 pri moških in 66,6 pri ženskah). Naselje ima 10 gospodinjstev, pri čemer je povprečno število članov na gospodinjstvo 1,40.
To naselje je popolnoma srbsko (glede na rezultate popisa iz leta 2002), a v času zadnjih treh popisov je opazno zmanjšanje števila prebivalcev.
|  |

| Demografija | Demografija     | Demografija     |
| Leto        | Št. prebivalcev | Št. prebivalcev |
| ----------- | --------------- | --------------- |
|             |                 |                 |
|             |                 |                 |
|             |                 |                 |
|             |                 |                 |
| 1948        | 179             |                 |
| 1953        | 165             |                 |
| 1961        | 119             |                 |
| 1971        | 75              |                 |
| 1981        | 62              |                 |
| 1991        | 34              | 34              |
| 2002        | 14              | 14              |
|             |                 |                 |

| Etnična sestava po popisu iz leta 2002 | Etnična sestava po popisu iz leta 2002 | Etnična sestava po popisu iz leta 2002 | Etnična sestava po popisu iz leta 2002 | Etnična sestava po popisu iz leta 2002 |
| -------------------------------------- | -------------------------------------- | -------------------------------------- | -------------------------------------- | -------------------------------------- |
| Srbi                                   | Srbi                                   |                                        | 14                                     | 100,0%                                 |
| Neznano                                | Neznano                                |                                        | 0                                      | 0,0%                                   |